# Улица Юты Бондаровской
Улица Юты Бондаровской — улица в Петродворцовом районе Санкт-Петербурга. Проходит от Парковой до Луизинской улицы вдоль линии железной дороги.

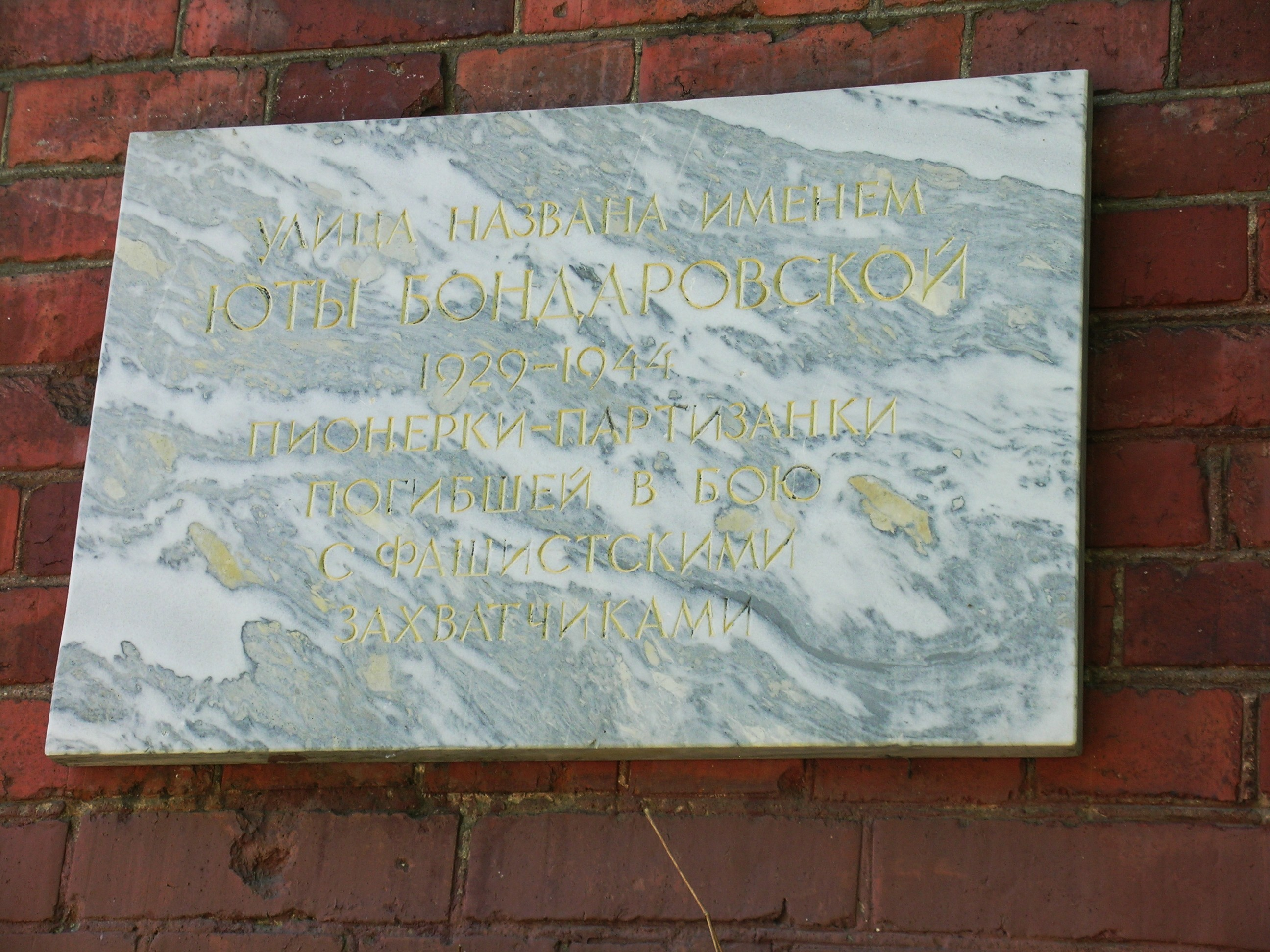
Информационно-мемориальная доска. Надпись: «Улица названа именем Юты Бондаровской (1929—1944) пионерки-партизанки, погибшей в бою с фашистскими захватчиками»

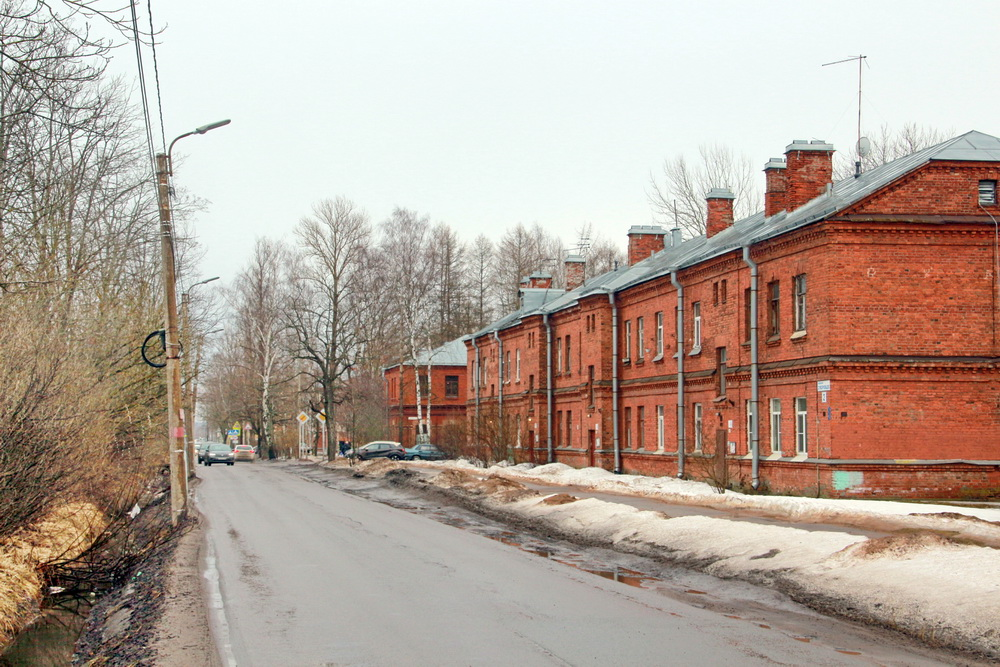
Улица Юты Бондаровской — общий вид

## История названия
До 1964 года — проезд без названия. Название получила в апреле 1964 года в честь пионера-героя Юты Бондаровской.

## Описание
Большая часть зданий, числящихся по улице — здания Суворовского городка (бывшие казармы 148-го пехотного Каспийского полка).
По улице числятся также дома, построенные в стороне от неё в 1990-е годы.
Продолжается южной частью Парковой улицы. Пересекается несколькими переулками (Володи Дубинина, Суворовцев и др.).
В 2022-м году было объявлено о планах продлить улицу до Ропшинского шоссе, для чего потребуется построить новый участок длиной в 1 километр.
В августе 2023 года власти города утвердили проект спрямления на участке от улицы Луизинской до улицы Володи Дубинина с устройством двух полос движения транспорта шириной 3,5 м.

## Достопримечательности
- Дома 1, 2, 3, 5, 6, 18, 19, 20, 21, 23 — казармы 148-го пехотного каспийского полка (с территорией)[4].  Объект культурного наследия народов РФ регионального значения. Рег. № 781721204890005 (ЕГРОКН). Объект № 7801988000 (БД Викигида)
- Памятник каспийцам-товарищам, павшим в войну 1904—1905 гг. в Петергофе[5].  Объект культурного наследия народов РФ регионального значения. Рег. № 781711204700005 (ЕГРОКН). Объект № 7801988010 (БД Викигида)
- Мемориальная доска установлена в 1972 году на доме 2 улицы: «Улица названа именем Юты Бондаровской (1929—1944) пионерки-партизанки, погибшей в бою с фашистскими захватчиками», архитектор М. Ф. Егоров[6].
- Памятник лётчику М. Г. Балабушке (установлен в 1913 году)[7].

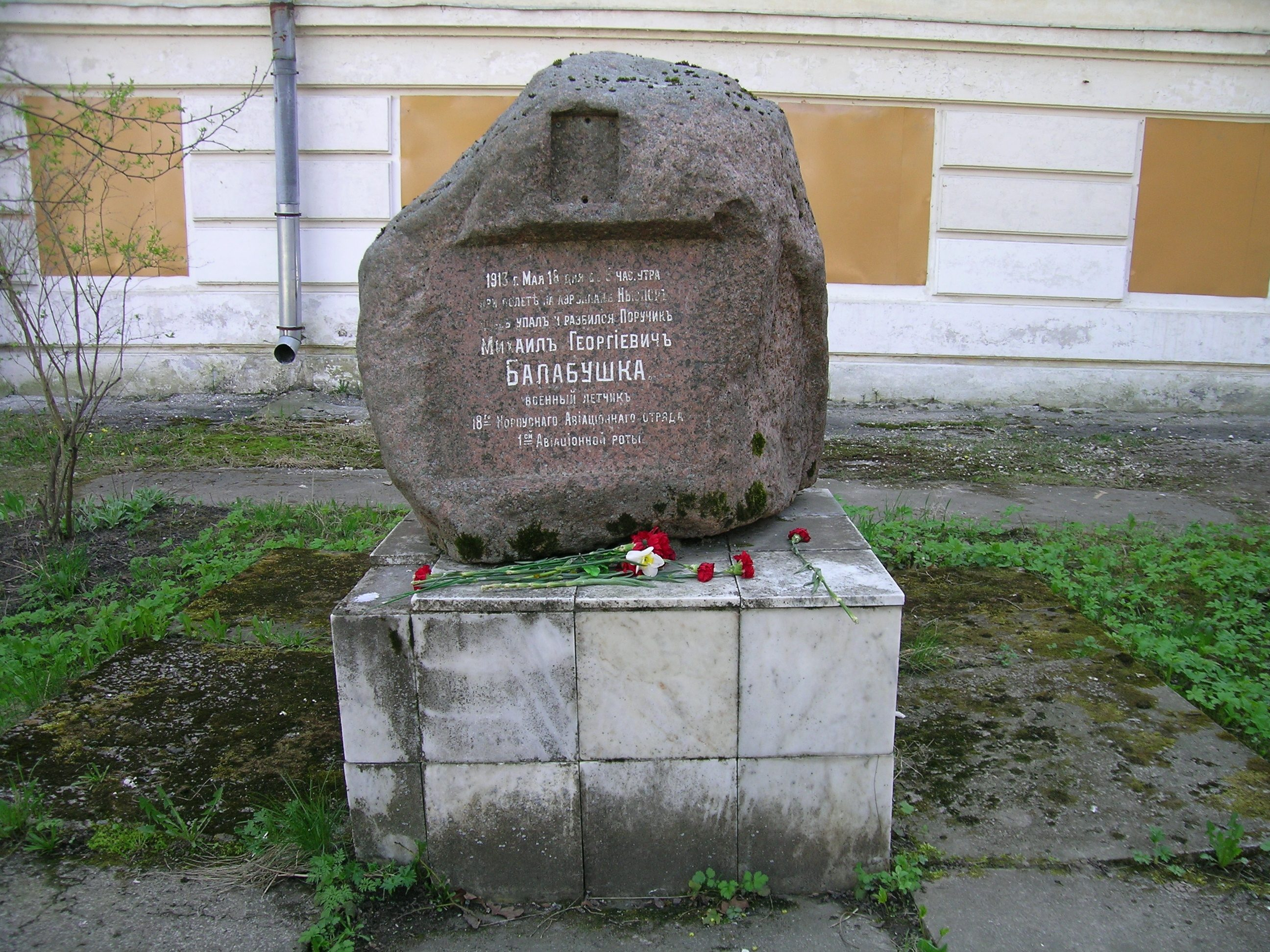
Памятник Михаилу Георгиевичу Балабушке.
1913 г. Мая 18 дня въ 5 час. утра при полётѣ на аэроплане Ньюпоръ здесь упалъ и разбился Поручикъ Михаилъ Георіевич Балабушка. военный лётчикъ 18го Корпуснаго Авіаціоннаго отряда 1ой Авіаціонной роты